# 莱昂纳多·古铁雷斯
莱昂纳多·古铁雷斯（西班牙語：Leonardo Gutiérrez，1978年5月16日—），阿根廷男子篮球运动员。他曾代表阿根廷国家队参加2004年、2008年和2012年夏季奥林匹克运动会篮球比赛，获得一枚金牌和一枚铜牌。